# 山田沙耶香
山田 沙耶香（やまだ さやか）(1986年3月28日-)は埼玉県出身の女優、グラビアアイドル。

## 作品

### 写真集
- グラビアグランプリ2003★準グランプリ 山田沙耶香(2003年）
- うるるん(2003年）

### DVD
- FINE SMILE(2004年)
- Change my Style(2005年)
- QUTE(2005年)

### テレビ
- バラエティアイランド(2003年）
- グラドル学園M(2003年）
- くりぃむしちゅー杯争奪炎の対決スペシャル(2003年)
- 花より男子1・2（2005、07年）
- 歌で逢いましょう（2006年）
- ラブコレ2（2006年）
- 楽天キングTV（2007年）
- モノ☆ミュージアム（2007年）
- Deep Love〜アユの物語〜

### 雑誌
- サブラ
- 週刊プレイボーイ
- スコラ

### その他
- グラビアグランプリ2003年-準グランプリ